# 夕月 (企業)
株式会社夕月（ゆうづき）は、福島県いわき市に本社を置く、蒲鉾の製造を行う企業である。

## 歴史

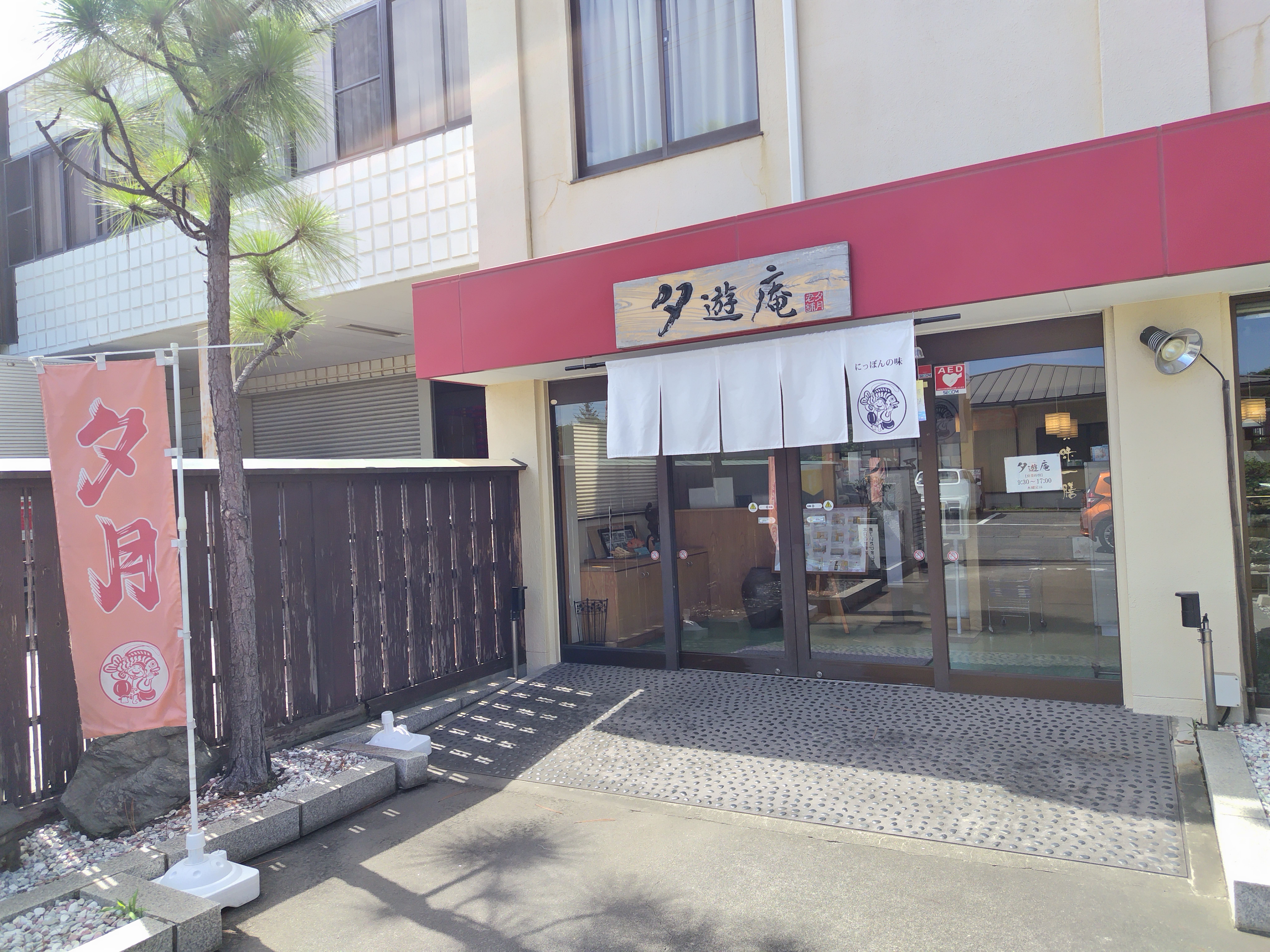
本社に隣接した直売店「夕遊庵」

前身となるマルヤス水産は、1951年（昭和26年）に、ベーリング海やオホーツク海の北洋漁業の一大拠点であった福島県の江名港の北側で、干物の加工・販売業として創業した。その後江名港近くに移転し、蒲鉾の製造を始める。1955年には、現在の本社所在地である泉に移転した。後発メーカーではあったが、味が評価され築地市場に卸されるようになり、東京でも販売された。当初は石臼で練った原料を蒸籠で蒸す製法で作っていたが、売り上げの拡大に伴い洋上すり身を原料とした機械化を図ることとなった。大量生産が可能なリテーナ成形法を導入することとしたが、常磐地方にはこの製造法を持つ企業がなく、2代目社長の四家栄安が新潟県のメーカーに視察に行き、実現にこぎつけた。1963年5月に、「株式会社夕月」設立。1960年代は核家族化が進んだことから、従来は250gが一般的だった板付き蒲鉾を少人数の家族向けに150gにサイズ変更し、低価格化を図った。これが功を奏し、売上が大幅に拡大した。1972年4月からフジテレビ系で放映されたテレビアニメ『赤胴鈴之助』への番組提供は、さらなる売上と知名度の拡大に寄与した。1992年にはかに風味かまぼこの生産を開始。2002年には、贈答品向けのプレミアムブランド「美味一膳」を始動した。福島県から宮城県にかけての沖合は黒潮と親潮がぶつかる好漁場として知られ、福島県では1950年代より豊富に水揚げされた白身魚を原料とした蒲鉾の生産が盛んになった。一時期は、のちに高級魚とされるキチジを原料に使うほどでもあり、食品経済社が発行する2007年版蒲鉾年鑑ではいわきを中心とする福島県が包装かまぼこの生産量全国一となった。
2011年3月11日に発生した東北地方太平洋沖地震では生産設備の損壊は免れたものの、中之作港にあった冷蔵倉庫の津波の被害と、工場の断水により操業停止を余儀なくされた。震災当日に出荷できなかった10万本の蒲鉾は手分けして被災者に配られた。生産停止の間、他県の大手メーカーの増産により小売店の陳列スペースを奪われる事態にもなり、いわきでは廃業する蒲鉾メーカーも相次いだ。夕月は東京電力福島第一原子力発電所事故の影響も考慮し、関東地方に生産の場を求め、茨城県常総市で売りに出されていた、油揚げなどを製造していた工場を買収。しかし、いわきの工場は2か月ほどで生産再開できることとなり、活用策として本きくらげの栽培を行った。
2019年に、二代目社長の四家栄安の次女である清水淳子が社長に就任。
2020年には直売店を「夕遊庵」にリニューアルし、非公式ご当地キャラクター「いわき七浜イケメンプロジェクト」とコラボレーションを開始。

## 商品

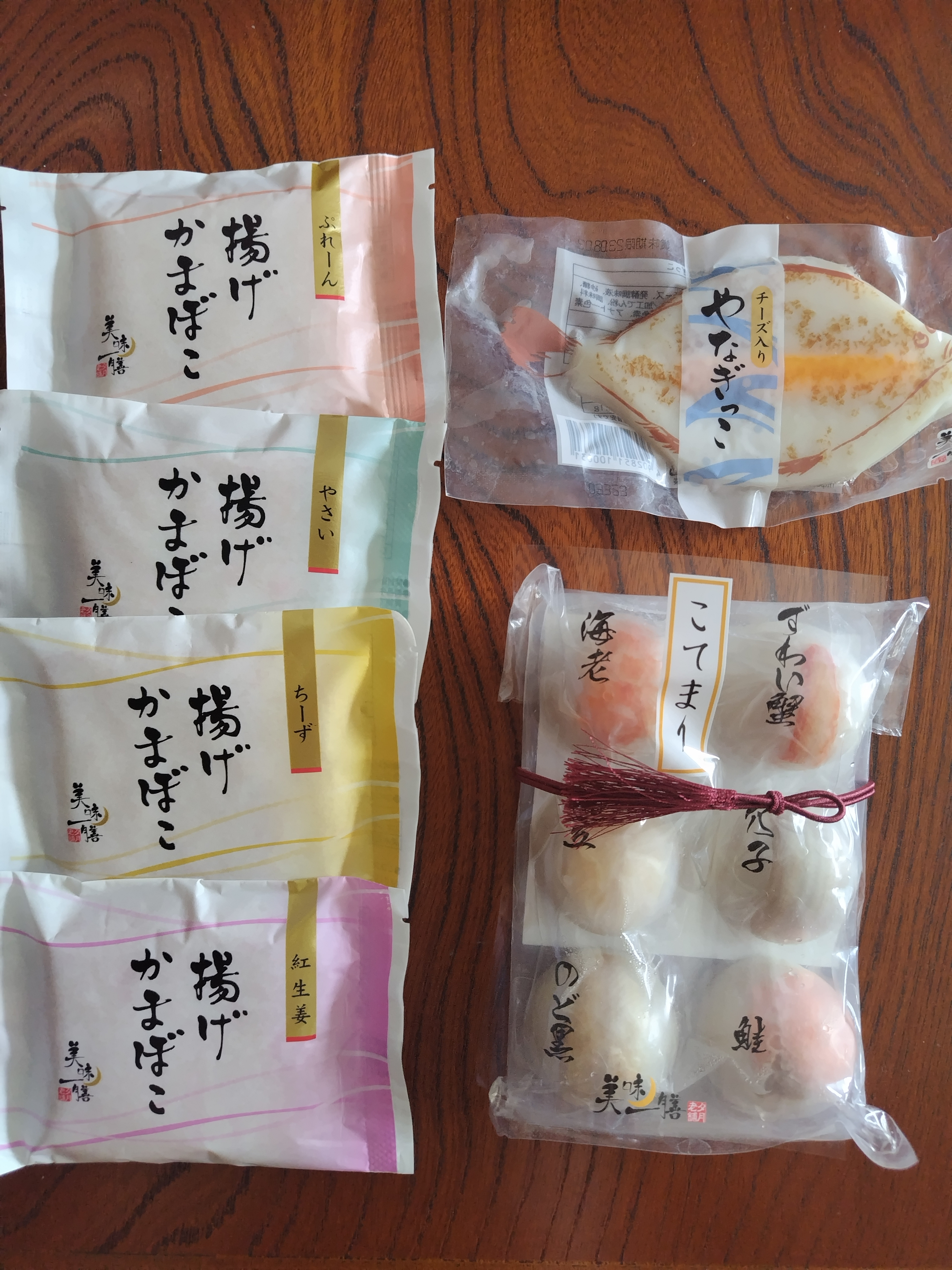
「美味一膳」の商品たち

「夕月」ブランドでは、紅白の板付蒲鉾を主力商品とし、御節料理の需要を控えた年末繁忙期には1日当たり10万本の生産能力を持つ。「美味一膳」では、板付蒲鉾の上位品や揚げかまぼこ、伊達巻、竹ちくわなどを販売。2020年からは、いわき七浜をモチーフにした非公式ご当地キャラクター「いわき七浜イケメンプロジェクト」とコラボレーションした商品の販売を開始した。
常磐特産のヤナギカレイをモチーフにしたチーズ入り蒲鉾「やなぎっこ」、すり身、チーズ、ベーコンを食パンで挟んだ「はまドッグ」、手まり寿司に似た姿の6種の味の蒲鉾「こてまり」、つぼ抜きにしたイカにすり身と煮穴子を詰めた「イカガール」などのオリジナル商品を開発。これらは通信販売のほか、本社工場に隣接した直売店「夕遊庵」でも販売する。

## 広告
1970年代より、夕方のアニメーション番組などにテレビコマーシャルを放映。CMソングの作詞・作曲は三晃社が担当し、2代目若乃花や浜木綿子らが出演した。